# RIDA
RIDA (англ. Reactive intermediate imine deaminase A homolog) – білок, який кодується однойменним геном, розташованим у людей на короткому плечі 8-ї хромосоми. Довжина поліпептидного ланцюга білка становить 137 амінокислот, а молекулярна маса — 14 494.
| 10         |  | 20         |  | 30         |  | 40         |  | 50         |
| ---------- |  | ---------- |  | ---------- |  | ---------- |  | ---------- |
| MSSLIRRVIS |  | TAKAPGAIGP |  | YSQAVLVDRT |  | IYISGQIGMD |  | PSSGQLVSGG |
| VAEEAKQALK |  | NMGEILKAAG |  | CDFTNVVKTT |  | VLLADINDFN |  | TVNEIYKQYF |
| KSNFPARAAY |  | QVAALPKGSR |  | IEIEAVAIQG |  | PLTTASL    |  |            |

A: Аланін

C: Цистеїн

D: Аспарагінова кислота

E: Глутамінова кислота

F: Фенілаланін

G: Гліцин

I: Ізолейцин

K: Лізин

L: Лейцин

M: Метіонін

N: Аспарагін

P: Пролін

Q: Глутамін

R: Аргінін

S: Серин

T: Треонін

V: Валін

Кодований геном білок за функціями належить до гідролаз, фосфопротеїнів. 
Задіяний у такому біологічному процесі, як ацетилювання. 
Локалізований у цитоплазмі, ядрі, мітохондрії, пероксисомах.